# Dígraf
Un dígraf és un grup de dues lletres emprades per representar un únic so o fonema en l'ortografia d'una determinada llengua. Sovint, es tracta d'un so que no es pot expressar amb una única lletra de l'alfabet emprat per a escriure l'idioma en qüestió. Altres vegades, però, hi ha una única lletra que representa el mateix so, i el dígraf existeix per motius històrics, ortogràfics o dialectals.

## Tipus de dígrafs en català
Els dígrafs del català acceptats per tots els lingüistes són:
| Grafema | Pronúncia                                                            | Exemples             | Comentaris |
| ------- | -------------------------------------------------------------------- | -------------------- | --- |
| ll      | aproximant lateral palatal sonora [ʎ]                                | callar, soroll       | Excepte en els casos de ieisme o iodització                                                                                |
| rr      | vibrant alveolar sonora [r]                                          | arrossegar, terrassa | Entre vocals. |
| ss      | fricativa alveolar sorda [s]                                         | cassola, assignar    | Entre vocals. |
| ny      | nasal palatal [ɲ]                                                    | canya, empeny        | |
| qu      | consonant oclusiva velar sorda [k]                                   | esquena, quins       | Només davant e i i |
| gu      | fonema oclusiu velar sonor [ɡ]                                       | guerra, paguin       | Només davant e i i |
| ix      | fricativa postalveolar sorda [ʃ] o fricativa postalveolar sonora [ʒ] | caixer, feixa        | Entre vocals. En algunes zones del domini lingüístic la i es vocalitza, en aquests dialectes, per tant, no forma un dígraf |

A més a més, existeix una controvèrsia a l'hora de considerar certs grafemes com a dígrafs: és el cas dels conjunts que es llisten a continuació. Certs lingüistes, com Ruaix, Alarcos Llorach, Wheeler, Mariner, Mascaró, s'inclinen per tractar aquests conjunts no com a dígrafs, sinó com a grups bifonemàtics: és a dir, consideren que són dos sons diferents. Eines com l'Optimot, per contra, inclouen aquests grafemes dins els dígrafs del català.
- dj (segons els dialectes representa [dʒ] o [tʃ]) (exemples: adjectiu, cambodja)
- ds (representa [ts]) (exemples: adscriure, adsorció)
- ig (després de vocal, a final de paraula; segons els dialectes representa [tʃ] o [jtʃ]) (exemples: puig, maig)
- sc (després de consonant i davant e o i; representa [s]) (exemples: abscés, obscenitat)
- tg (davant e o i; segons els dialectes representa [dʒ] o [tʃ]) (exemples: fetge, heretgia)
- tj (davant a, o o u; segons els dialectes representa [dʒ] o [tʃ]) (exemples: platja, lletjor)
- ts (representa [ts]) (exemples: potser, tsar)
- tx (representa [tʃ]) (exemples: metxa, txec)
- tz (segons els dialectes representa [dz] o [ts]) (exemples: atzur, realitzar)

Així mateix, sovint també s'opta per emprar el dígraf kh per a transcriure el so fricatiu velar o uvular, que és el so castellà de la j (per exemple, ajedrez) i l'alemany al dígraf ch (per exemple, Bach), quan prové d'idiomes que empren un alfabet diferent al llatí, com ara el grec, el rus o l'àrab: Didakhé (grec), Rakhmàninov, Txékhov, etc.
Generalment no es consideren dígrafs les combinacions com ng, nc, nt que a final de mot elideixen el so final (exemples: banc, cent) encara que també es mantingui en alguns mots compostos (centcames, sangtraït).
Els dígrafs que es poden separar entre dues síl·labes diferents són «rr», «ss» i «ix», aquest últim només en posició intervocàlica. La resta són inseparables.
Cal afegir que en algunes poblacions del Camp de Tarragona (Montblanc, Valls, l'Espluga de Francolí...) el parell de lletres in formen un dígraf que pren la mateixa pronúncia que ny, de manera que mots com cuina sonen igual que cunya.

## Alguns dígrafs d'altres llengües[calcitació]
- ch (representa [x] en alemany, neerlandès, txec o polonès, i també en la romanització estàndard del grec modern; [tʃ] en anglès, espanyol, gallec o occità; [ʃ] en bretó, francès o portuguès; [χ] en gal·lès; [k] en italià)
- ck (representa [k] en alemany o anglès)
- cs (representa [tʃ] en hongarès)
- gh (representa [g] en italià; [ħ] en gallec; [ɣ] en mots àrabs transcrits al català)
- gli (representa [ʎ] en italià)
- gn (representa [ɲ] en bretó, francès o italià)
- kh (representa [x] en mots àrabs, russos, o grecs transcrits al català)
- lh (representa [ʎ] en portuguès o occità)
- lj (representa [ʎ] en eslovè o serbocroat)
- ly (representa [ʎ] en hongarès)
- ng (representa [ŋ] en anglès, gal·lès o neerlandès)
- nh (representa [ɲ] en portuguès o occità; [ŋ] en gallec)
- nj (representa [ɲ] en eslovè o serbocroat)
- ny (representa [ɲ] en hongarès)
- ph (representa [f] en molts idiomes, en mots d'origen grec)
- sch (representa [ʃ] en alemany)
- sh (representa [ʃ] en anglès o occità)
- sj (representa [ʃ] en neerlandès)
- sz (representa [s] en hongarès o [ʃ] en polonès)
- th (representa [θ] o [ð] en anglès, o [θ] en gal·lès; i [θ] en mots àrabs o grecs transcrits al català)
- ty (representa [c] en hongarès)
- zh (representa [ʒ] en noms russos transcrits o [ʈʂ] en la romanització pinyin del xinès)
- zs (representa [ʒ] en hongarès)

Això pel que fa a combinacions consonàntiques. També hi ha moltes menes de dígrafs vocàlics que representen diversos sons segons les llengües.
És important remarcar que en cas d'estrangerismes, com ara topònims nouvinguts o d'ús rar, la utilització de dígrafs és preferent per mantenir el símil fonètic respecte a la llengua que ens l'ha fet arribar (especialment entre llengües que no empren el mateix alfabet): Kazakhstan, Cochabamba, Sheffield, Hangzhou, etc.